# Réalisme (arts)
Pour les articles homonymes, voir Réalisme et Réalisme (peinture).

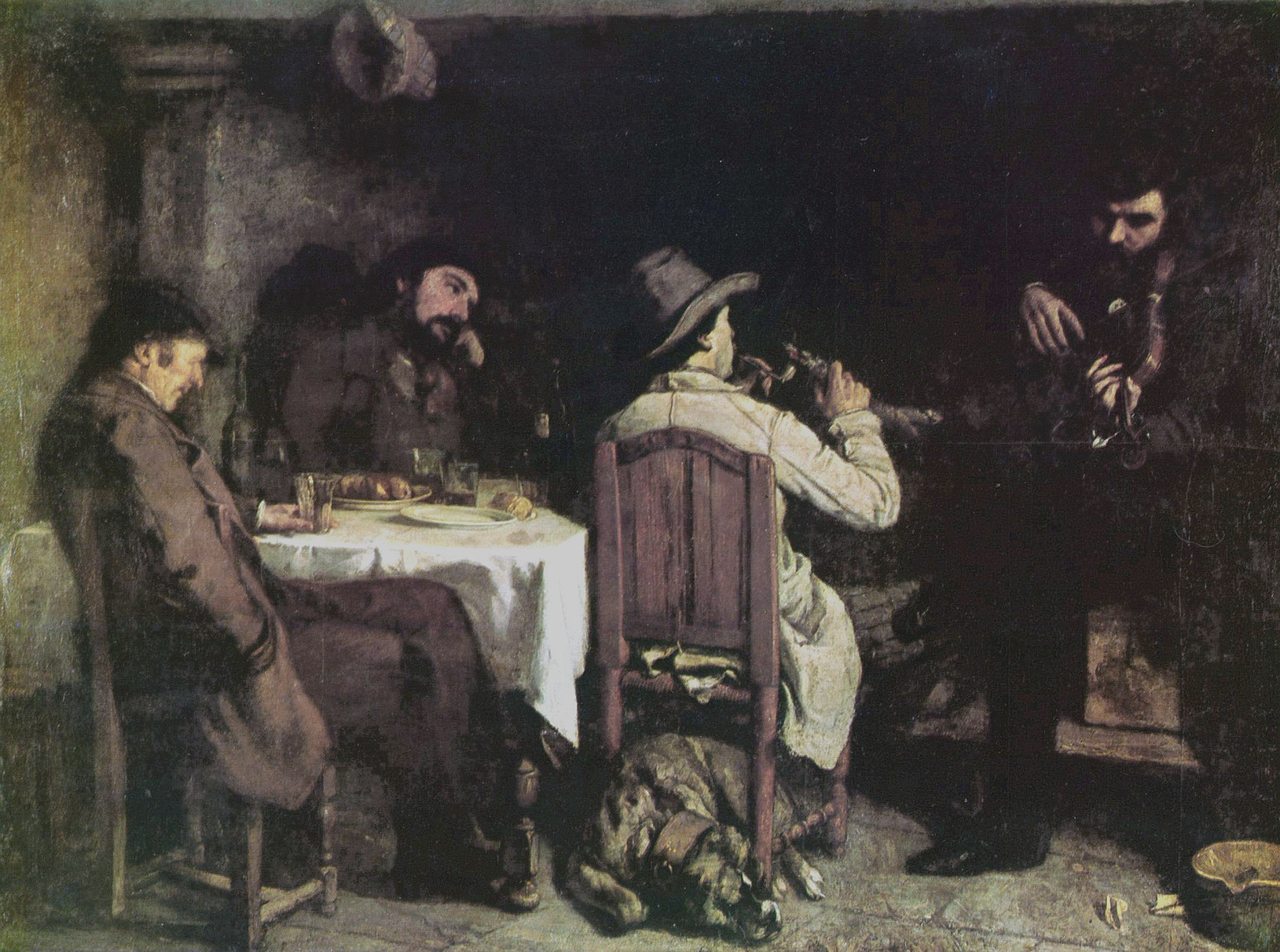
L'Après-dînée à Ornans (1849), palais des beaux-arts de Lille.

Le réalisme en arts plastiques est (pour le domaine francophone) un mouvement artistique né vers 1848 sous l'impulsion de Gustave Courbet.
Il s'oppose à la vision idéaliste de l'art bourgeois. Le réalisme dans les arts est la volonté de décrire les sujets « en accord avec les règles séculaires et empiriques »[réf. nécessaire], inspirée par Descartes, John Locke et Thomas Reid. C'est un courant qui rassemble les artistes soucieux de « faire vrai » et de montrer le réel sans jamais l'idéaliser.

## Positions de Klaus Herding[1]
Selon la lecture qu'en fait Gilbert Titeux dans sa thèse Au temps du brâme... (2004), les quatre fondements théoriques du réalisme, issus de la bataille réaliste des années 1830-1870 en Europe, sont :
- Objectivation picturale, aussi complète que possible, (mimesis, conformité, choix du sujet, échelle, précision, moyens adéquats, maîtrise desdits moyens, performance),
- Innovation mimétique, exprimant une nouvelle dimension du réel, par rapport à un état antérieur de l'art (ou à un autre art contemporain), (spatialisation, corporéité, perspective, échelonnement des couleurs...),
- Reflet d'un monde ordinaire ou même haïssable, s'exprimant souvent au détriment d'une certaine brillance technique (celle de la peinture méticuleuse), (provocation, modification, abstraction),
- Réflexion conceptuelle, sur l'essence de l'objet représenté (refus des objectivations différenciées).